# Заозерье (Угличский район)
Заозерье — село в Угличском районе Ярославской области России.
В рамках организации местного самоуправления входит в Ильинское сельское поселение, в рамках административно-территориального устройства является административным центром Заозерского сельского округа.

## История
Известно с XV века. Упоминается в «Летописи села Заозерья» священника М. А. Миролюбова (опубликована в 1913 году в Угличе в типографии Дикарёва) и под названием Заболотье в «Пошехонской старине» М. Е. Салтыкова-Щедрина. Заозерье было вотчиной князей Волконских и Одоевских. В селе находилась и усадьба дворян Салтыковых. Первоначально относилось к Кистемскому стану Переславль-Залесского уезда.
В разное время село принадлежало князьям Репниным, Волконским, Одоевским, помещикам Угрюмову, помещикам Салтыковым, а также Московскому Попечительскому Комитету.
Село было известно кустарным промыслом по выделке кож, а также кос и других металлических изделий. Много населения уходило в отход. Многие в селе занимались торговлей, несколько раз в месяц на главной площади села проводилась ярмарка.
С образованием института земства в селе стали появляться школы, больница, аптека и другие заведения.

## Население
| 1859 | 2007 | 2010 |
| ---- | ---- | ---- |
| 2485 | ↘380 | ↘371 |

Постоянное население на 1 января 2007 года — 380 человек.

## Церкви
В селе находятся два православных храма:
- Церковь Казанской Божьей Матери на площади.[a]
- Церковь во имя Успения Пресвятой Богородицы на кладбище.[b]

## Улицы
В селе 16 улиц:
- Волхонка
- Ваганьковская
- Ермаковская
- Калязинская
- Лягушачья
- Новослободская
- Грабиловка
- Мельничная
- Бутырская (их в селе было две)
- Кузнечная (их в селе было три)
- Успенская (другое название Волконское)
- Ильинка
- Заворотка
- Валы
- Учительская